# Sophie Reynolds
Sophie Reynolds (2 april 1999) is een Amerikaanse actrice die het bekendst is van haar rol als Ashley Parker in Gamer's Guide to Pretty Much Everything.

## Carrière
Reynolds begon op driejarige leeftijd te dansen. Ze heeft getraind in ballet, jazzballet, moderne dans en hiphop- en tapdansen. Op aanraden van haar dansleraren besloot ze ook te gaan acteren.

## Filmografie
| Jaar      | Titel                                                | Rol            |
| --------- | ---------------------------------------------------- | -------------- |
| 2014      | Finding Oblivion                                     | Danser         |
| 2015-2017 | Gamer's Guide to Pretty Much Everything              | Ashley Parker  |
| 2016      | R.L. Stine's Mostly Ghostly: One Night in Doom House | Cammie         |
| 2018      | Big Hero 6: The Series                               | Juniper        |
| 2018      | Youth & Consequences                                 | Gewone Jane    |
| 2018-     | LA's Finest                                          | Isabel McKenna |